# 鶴田浩之
鶴田 浩之（つるた ひろゆき、1991年2月16日 - ）は日本の起業家、社会起業家、エンジェル投資家、ソフトウェアエンジニア。株式会社Labit代表取締役。

## 経歴
- 2009年
  - 3月 長崎県立諫早商業高等学校 卒業
  - 4月 法政大学キャリアデザイン学部 入学
  - 7月 法政大学を中退
  - 9月 慶應義塾大学環境情報学部 入学
- 2011年
  - 3月11日 東日本大震災 当時、合宿中だった栃木県那須塩原市にある運転免許試験場のロビーが一時的に避難所となり、当夜にWebサイト「prayforjapan.jp」を設立。国内外から300万人以上のアクセスがあった。
  - 4月1日 ディー・エヌ・エー共同ファウンダー川田尚吾、近藤淳也、グノシー元共同経営者木村新司、西川潔ら個人投資家から出資を受け、株式会社Labitを設立
  - 4月25日 東日本大震災の当夜に立ち上げたWebサイトの書籍版『PRAY FOR JAPAN - 3.11 世界中が祈りはじめた日』を監修者として、講談社から出版。
  - 12月13日 日本のベンチャーキャピタル「インフィニティ・ベンチャー・パートナーズ」が主催するインフィニティ・ベンチャー・サミット（IVS）で開かれた起業家のプレゼンを競う「Launch Pad」に史上最年少の20歳で出場し優勝。
- 2012年10月 リクルートインキュベーションパートナーズから総額5000万円の出資を受ける
- 2014年3月 学生領域事業・スマートフォンアプリ「すごい時間割」をリクルートキャリアの子会社であるジョブダイレクト社に事業譲渡
- 2014年8月 事業分社化により子会社「株式会社ゲームエイト」を設立し、取締役に就任
- 2015年 ゲームエイトの保有株式をグノシーに売却
- 2017年 メルカリに入社、子会社の執行役員に就任
- 2019年 株式会社LABOT（現CODEGYM）を設立

## 人物
- 趣味はカメラ、読書、登山。ライフワークとしてブログを続けている。
- 中学時代に、趣味の延長からゲームに関するWebサービス、掲示板サイトを立ち上げ数十万人のアクセスがあったことがきっかけでプログラミングを独学した。
- 高校では生徒会長を務めていた。
- 2009年にNHKが初めて「Twitter」（当時はツイッター・短文投稿サイトと表現）を番組で取り上げた際、出演している。
- 17歳と19歳のとき、インドのバラナシ及びジャンムー・カシミール州東部のラダック地方を旅している。
  - 2010年8月のラダック滞在時、記録的な水害に立ち会っている。現地で復旧活動などに参画したほか、現地で取材を行った。
- 同世代の起業家として、DeNAに買収されたmeryを運営するperoliの中川綾太郎、旅行系Webサービスを運営する石田言行、2013年に上場したグノシーの福島良典などと親交がある。
- 日本のアウトドア総合メーカーのモンベルのカタログに広告写真を提供している（2013年, 2014年）
- 結婚を機に、姓を「つるだ」から「つるた」に変更している。

## 著書
- 『PRAY FOR JAPAN - 3.11 世界中が祈りはじめた日』(講談社、2011年4月) ISBN 9784062170185

## 関連人物
- 岡田准一（V6） - ナビゲーター（DJ）を務めるJ-WAVEのラジオ番組「GROWING REED」に出演（2012年4月9日）
- 家入一真 - 著書『15歳から、社長になれる。 ぼくらの時代の起業入門 (よりみちパン! セ)』（イースト・プレス、2013年11月） ISBN 4781690610 の付録にインタビューが収録
- 近藤淳也
- 西川潔
- 山田進太郎